# 和泉丸
和泉丸(いづみまる / いずみまる)は、軍務官直轄(後の日本海軍)の軍艦。艦名は和泉国による。なお記録では和泉艦という名称も使われている。

## 艦型
暗車（スクリュープロペラの意味）、
汽船との記録があるが、その他建造所、原名、要目などの詳細は不明である。乗員は明治元年時に41人と記録が残る。

## 艦歴
元土佐藩所有の軍艦で慶応4年6月（1868年）に明治政府が土佐藩から購入した。『日本海軍史』によると6月10日に命名、また『聯合艦隊軍艦銘銘伝』によると6月12日に購入とされている。翌明治2年2月（1869年3月から4月）、兵庫で修理を行った。7月20日（新暦7月20日）に久留米藩へ預ける通達が出された。
8月（新暦9月頃）、函館での残党追討の命令が出ていた「和泉」に、帰藩の命令が出された。その後の消息不明。
明治4年辛未12月13日（1872年1月22日）の元久留米県からの報告で「和泉丸を商人田中庄助へ貸し下げ」とある。

## 艦長
- 林清康：明治2年1月(1869年2月から3月) - 明治2年1月[11][注釈 1]
- （艦長代）三上三郎：明治2年2月18日1869年3月30日)[12] -